# Cyrtopodion amictophole
Cyrtopodion amictophole este o specie de șopârle din genul Cyrtopodion, familia Gekkonidae, descrisă de Hoofien 1967. A fost clasificată de IUCN ca specie în pericol.
Este endemică în Israel. Conform Catalogue of Life specia Cyrtopodion amictophole nu are subspecii cunoscute.